# Eois cobardata
Eois cobardata là một loài bướm đêm trong họ Geometridae được tìm thấy ở Ecuador.